# Banverket
Banverket war bis zum 31. März 2010 die schwedische Behörde für Eisenbahnwesen. Ihr Hauptsitz befand sich in Borlänge.
Banverket wurde 1988 gebildet, als die staatlichen Eisenbahnen (SJ) aufgeteilt wurden. Es übernahm die Verantwortung für den Ausbau und die Wartung der Eisenbahninfrastruktur wie auch für die Steuerung des Eisenbahnverkehrs und Verkehrssicherheitsfragen.
Am 1. April 2010 wurden diese Aufgaben von der neu gegründeten Behörde Trafikverket übernommen, die auch für Bau und Unterhalt der Straßen zuständig ist.